# Кошара
Кошарата е оградено място, обикновено с плътна дървена ограда, в което се държи добитък – овце или кози. Добре оборудваните кошари имат навеси, ясли и поилки. Синоними на кошара са „агъл“.  и „къшла“.
Устройството на кошарите в различните държави е различно, и зависи от културно-историческите традиции на народите. Наличните строителни материали в региона също повлияват устройството на кошарите.

## Детска кошара
В българския език „кошарка“ или „кошара“ се нарича и легло с ограда или просто ограждение за бебе или малко дете, предназначено за игра или спане.